# Comedy Slam
Beim Comedy Slam handelt es sich um ein Bühnenformat, das der Kleinkunst zugeordnet werden kann. Bei dem Format handelt es sich um einen Talentwettbewerb aus dem facettenreichen Bereich des Comedy, den vornehmlich Nachwuchskünstler nutzen, um sich und ihre Nummern vor Publikum auszuprobieren. Das Publikum entscheidet, wer eine Veranstaltung gewinnt.

## Ursprung und Entwicklung
Der Ursprung des Formates liegt im Konzept des Poetry Slam, das international verbreitet ist. Im Gegensatz zum Poetry Slam, einem eher puristischen Format mit Fokus auf das gesprochene Wort des Künstlers, lässt der Comedy Slam meist Hilfsmittel wie Musik und Requisiten zu.
Der erste Comedy Slam in Deutschland wurde 2004 in Trier veranstaltet.

## Ablauf
Der konkrete Ablauf eines Comedy Slams variiert nach Veranstalter. Meist ist es jedoch so, dass alle Künstler einer Veranstaltung in zwei Gruppen eingeteilt werden (Vorrunde). Die Künstler tragen dann ihre Nummern vor, oft mit vorgegebenem Zeitlimit. Das Publikum stimmt, zum Beispiel per Applaus ab, welcher der Künstler ins Finale kommt. Im Finale treten die ausgewählten Künstler im gleichen Modus gegeneinander an und das Publikum entscheidet, wer letztendlich eine Veranstaltung gewinnt.

## Master Comedy Slam
Im sogenannten „Master Comedy Slam“ treten Gewinner vorangegangener Veranstaltungen gegeneinander an. In Trier wird dazu jährlich der Constantin-Comedy-Preis verliehen. Gewinner des Constantin-Comedy-Preis waren Faisal Kawusi (2014), Özcan Coşar (2013), Manuel Wolff (2012), Maxi Gstettenbauer (2011), Stefan Waghubinger (2010), Stefan Rosenland (2009), Georg Krächter (2008), Tobias Mann (2007), Sebastian Krämer (2006) und Matthias Seling (2005).
Der erste Düsseldorfer Master Comedy Slam fand am 2. November 2012 statt. Die Gewinner in Düsseldorf bekommen den „Lachbarschaftspreis“ verliehen. Gewinner 2012 war der Schweizer Comedian Alain Frei. Den 2. Master SLAM in Düsseldorf hat Maxi Gstettenbauer am 23. Mai 2014 gewonnen.

## Veranstaltungsorte in Deutschland
Chronologisch nach Erstaufführung:
- Trierer Comedy Slam (seit 2004, veranstaltet von „Kulturraum Trier e. V.“)[11]
- Dresdner Comedy Slam (seit 3. März 2011, veranstaltet von „Die Poetenflüsterer“)[12]
- Stuttgarter Comedy Clash (seit 15. April 2011, veranstaltet von MB Events & Promotion)[13]
- Hamburger Comedy Slam (seit 6. Mai 2011, veranstaltet von „Comedy Freunde“)
- Düsseldorfer Comedy Slam (seit 30. September 2011, veranstaltet von der „Lachbarschaft“)[14]
- Thüringer Comedy Slam (seit 17. November 2012, veranstaltet von „Comedy Board“)[15]
- Kölner Comedy Slam (seit 10. Oktober 2019, veranstaltet von „BOING! Comedy“)[16]